# ديا بيركت
ديا بيركت (بالإنجليزية: Dea Birkett)‏ هي صحفية وكاتِبة بريطانية، ولدت في 1958.

## وصلات خارجية
- الموقع الرسمي